# Macella excentrica
Macella excentrica är en fjärilsart som beskrevs av Karsch 1896. Macella excentrica ingår i släktet Macella och familjen nattflyn. Inga underarter finns listade i Catalogue of Life.